# Бартелеми, Виктор
Виктор Бартелеми (фр. Victor Barthélemy; 1906—1985) — французский коммунистический и фашистский политик, националист. В молодости видный деятель ФКП. Затем соратник Жака Дорио, активист PPF. коллаборационист 1940-х годов. После Второй мировой войны — неофашист. Один из создателей Национального фронта Жан-Мари Ле Пена.

## Из коммунизма в фашизм
Родился в семье корсиканского социалиста. В 19-летнем возрасте вступил во Французскую коммунистическую партию. Представлял ФКП в МОПР, стажировался в СССР, был функционером Коминтерна. Выполнял персональные поручения Пальмиро Тольятти.
В 1930 году порвал с компартией по национал-патриотическим мотивам.
В 1936 году Бартелеми примкнул к Французской народной партии Жака Дорио. Возглавлял парторганизацию в Ницце, работал в партийном еженедельнике.
Виктор Бартелеми, как и PPF в целом, поддержал нацистскую оккупацию Франции. Участвовал в создании французского Легиона, воевавшего против СССР. 6 июня 1944 года Бартелеми бежал из Парижа в Зигмаринген. Оставался в ближайшем окружении Дорио, представлял PPF при правительстве Муссолини в Республике Сало. После гибели Дорио в конце февраля 1945 года Виктор Бартелеми возглавил PPF. На посту руководителя партии активно сотрудничал с земляком-корсиканцем Симоном Сабиани.
На протяжении ряда лет 22 февраля — день смертельного ранения Жака Дорио — Виктор Бартелеми с группой ветеранов PPF посещал в Германии могилу лидера французского фашизма.

## В послевоенном неофашизме
2 мая 1945 года Бартелеми был арестован в Зигмаригене. Доставлен из Германии во Францию, осуждён за коллаборационизм, несколько лет провёл в тюрьме. После отбытия срока вернулся в ультраправую политику и стал крупным деятелем европейского неофашизма. Участвовал в организации Мориса Бердеша, был соучредителем Европейского социального движения, сотрудничал в крайне правом издании Défense de l’Occident («Оборона Запада»).
Бартелеми активно участвовал в политической кампании правых националистов за сохранение французского колониального владычества над Алжиром. Помогал боевикам ОАС На президентских выборах 1965 года Бартелеми состоял в предвыборном штабе ультраправого националиста Жан-Луи Тиксье-Виньянкура, бывшего функционера правительства Виши.
В 1972 году Виктор Бартелеми явился одним из создателей Национального фронта. В течение нескольких лет был генеральным секретарём партии и фактически вторым лицом после Жан-Мари Ле Пена. Идеология и организационная структура Национального фронта во многом формировались под влиянием Бартелеми, продолжавшего традицию PPF.

## Модель политической эволюции
С конца 1970-х годов Виктор Бартелеми отошёл от активной политики. Он опубликовал мемуары Du communisme au fascisme. L’histoire d’un engagement politique («От коммунизма к фашизму. История одного политического ангажемента»).
Виктор Бартелеми — типичный представитель определённой категории французских политиков 1930-х годов. Переход с крайне левых позиций на крайне правые был характерен для ряда деятелей ФКП, собравшихся в PPF вокруг Жака Дорио. Послевоенная политическая биография Бартелеми позволяет смоделировать, в каком направлении развивалась бы Французская народная партия, если бы структура сохранилась после 1945 года.